# Kuropaty
Kuropaty (biał. Курапа́ты, ros. Куропаты) – uroczysko na skraju Mińska na Białorusi, w którym odkryte zostały masowe groby ludzi rozstrzelanych przez NKWD w latach 1937–1941.
Liczba ofiar nie jest dokładnie znana i może wynosić:
- według Aleha Bażełki, prokuratora generalnego Białorusi – do 7 tysięcy osób[2]
- według Hienadzia Tarnauskiego, prokuratora generalnego Białoruskiej SRR – co najmniej 30 tysięcy osób[3]
- według przewodnika Biełaruś – do 100 tysięcy osób[4][5]
- według Zianona Pazniaka (artykuł w gazecie „Litaratura i mastactwa”) – od 100 tysięcy do 250 tysięcy osób[6]
- według Zdzisława Winnickiego, prof. Uniwersytetu Wrocławskiego – 250 tysięcy osób[7]
- według Normana Daviesa, brytyjskiego historyka – ponad ćwierć miliona osób[8].

Od 1993 uroczysko Kuropaty znajduje się w Państwowym Spisie Zabytków Historyczno-Kulturowych Republiki Białorusi jako miejsce pochówku ofiar represji politycznych lat 30. i 40. XX w. Kuropaty mają status zabytku historyczno-kulturowego pierwszej kategorii, co według ustawy Republiki Białorusi „O ochronie dziedzictwa historyczno-kulturowego” odpowiada kategorii najbardziej unikatowych zabytków, których wartości duchowe, estetyczne i dokumentalne budzą zainteresowanie międzynarodowe.
Kuropaty są jednym spośród kilku miejsc masowych egzekucji dokonywanych przez NKWD na terenie Mińska. Pozostałe to:
- cmentarz Kalwaryjski
- park Czeluskińców
- Mały Trościeniec (uroczysko Błagowszczyzna)
- Łoszycki Jar
- Drozdy
- Masiukowszczyzna[11].

Badacze wskazują, iż egzekucje mogły odbywać się także na terenie fabryki traktorów, dawnego lotniska, dawnego cmentarza w pobliżu nieistniejącego moskiewskiego dworca autobusowego, cmentarza w pobliżu stacji metra Urucze, na terenie dzielnicy Komarówka, parku Tivoli.

## Położenie
Uroczysko Kuropaty znajduje się bezpośrednio za obwodnicą Mińska, na północ od centrum miasta (52. kilometr obwodnicy). Administracyjnie Kuropaty należą do sielsowietu borowlańskiego w rejonie mińskim, w obwodzie mińskim.
Z Mińska do Kuropat można dotrzeć piechotą od pętli „Zielony Ług” (przystanek autobusów 13, 13d, 24, 87, 109a i trolejbusów 1, 46, 53), przechodząc przejściem podziemnym pod obwodnicą, położonym 500 m na północny zachód od zajezdni, lub od centrum „Ekspabieł”, położonego 700 m na południowy wschód od uroczyska, autobusami 109, 109a, 109w (przystanek „Kuropaty”) z pętli „Karbyszawa”. Można tam również dotrzeć piechotą z rejonu popularnego miejsca rekreacyjnego – Zbiornika Cniańskiego, położonego w odległości około 1,2 km na południowy zachód od Kuropat.

## Nazwa
Nie ma dokładnych informacji, skąd pochodzi nazwa „Kuropaty”. Do 1988 na mapach topograficznych nazwa taka nie występowała, zaś uroczysko nosiło nazwę „Brod”. Według jednej z wersji już w czasie rozstrzeliwań lokalni mieszkańcy nazywali Kuropatami niewielką część lasu wchodzącą na spadzistą górkę. Część owa otoczona była wysokim, co najmniej trzymetrowym płotem, nad którym był drut kolczasty, zaś za samym płotem znajdowała się ochrona z psami.
3 czerwca 1988 w gazecie „Litaratura i Mastactwa” wydrukowany został artykuł Zianona Pazniaka i Jauhiena Szmyhalowa Kuropaty – droga śmierci (Kurapaty – daroha śmierci), w którym autorzy opowiedzieli, jak na początku lat 70. we wsi Zielony Ług mieli okazję słyszeć od mieszkańców o rozstrzeliwaniu ludzi w pobliskim lesie. Według informacji miejscowej ludności, od 1937 do 1941 każdego dnia i każdej nocy przywożono tu samochodami ludzi i rozstrzeliwano. Zianon Pazniak zaznaczył, iż nie przypuszczał, że w ten sposób wprowadza nowe słowo do języka białoruskiego i nowy termin do białoruskiej historii. Pazniak stwierdził, że usłyszał to słowo od chłopców, którzy tłumaczyli, że kuropatami nazywa się białe wiosenne kwiaty, które rosną w maju na grobach uroczyska. Zazwyczaj takie kwiaty nazywane są na Białorusi biełymi praleskami – białymi przylaszczkami. Przypuszczalnie kuropatami miejscowi chłopi nazywali także inne polne kwiaty.
Po publikacji artykułu przeprowadzono pierwsze powierzchowne wykopaliska i ujawniono istnienie tajemnych masowych mogił koło wsi Cno-Jodkowo. Wkrótce potem miejsce stało się znane na świecie pod nazwą „uroczysko Kuropaty”.

## Śledztwo

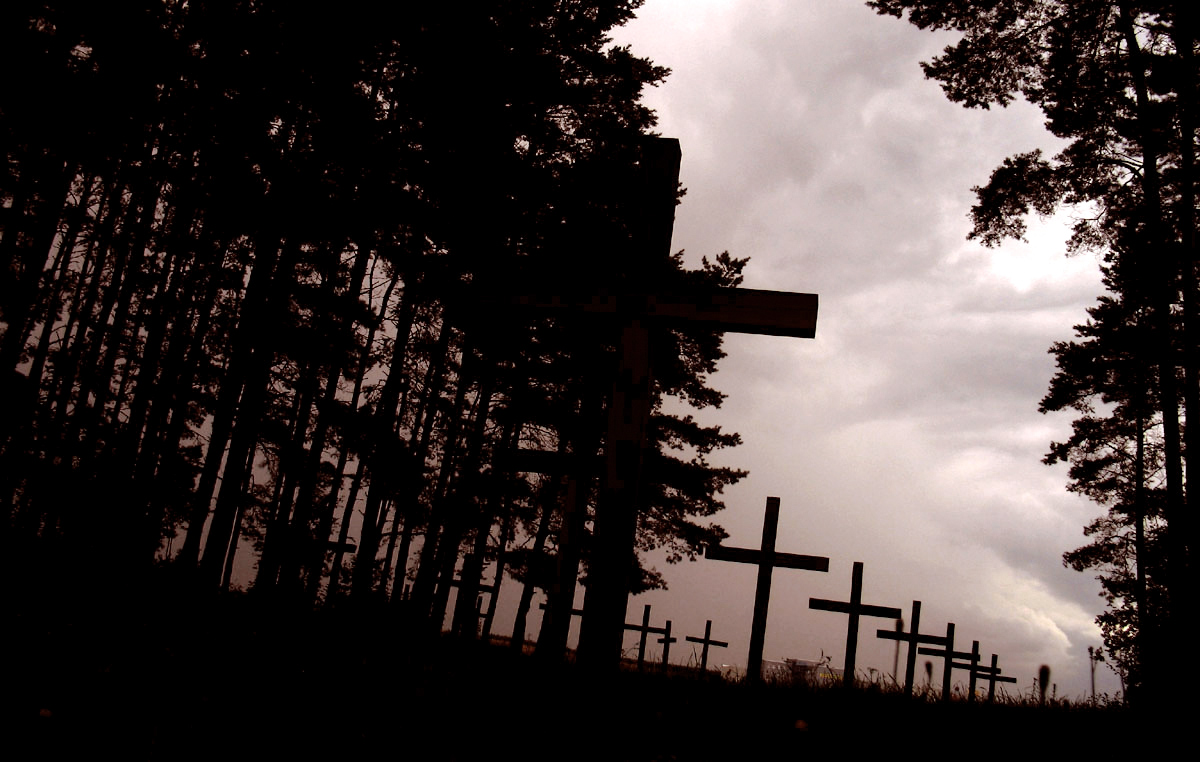
Sylwetki krzyży na uroczysku

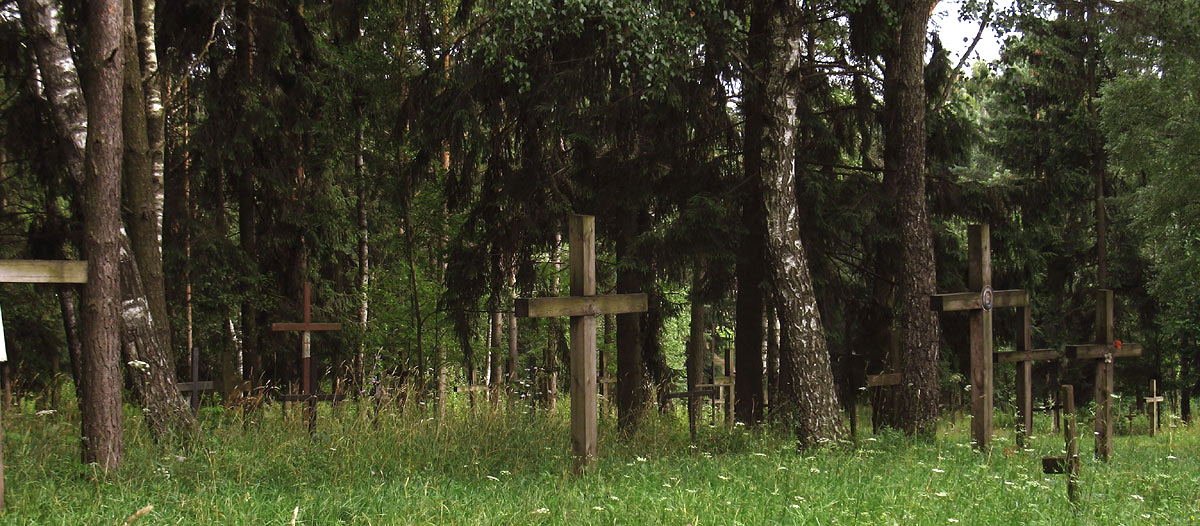
Las kuropacki

Na podstawie opublikowanego artykułu 14 czerwca 1988 prokuratura Białoruskiej SRR wszczęła śledztwo w sprawie kryminalnej. Na terenie o powierzchni ok. 30 ha odkryto 510 mogił o rozmiarach 2×3, 3×3, 4×4, 6×8 m i większe. Podczas selektywnej ekshumacji odkryto szczątki ludzkie (313 czaszek i kości, 340 protez zębowych z żółtego i białego metalu), rzeczy osobiste (grzebienie, szczoteczki do zębów, mydelniczki, torebki, obuwie, resztki odzieży), a także 177 łusek i 28 pocisków. 164 łuski rewolwerowe i 21 pocisków pochodziło z rewolweru typu Nagant, 1 łuska – z pistoletu TT, cywilnej broni pracowników NKWD. Znaleziono także kilka łusek z pistoletów typu Browning i Walther. Broń taka produkowana była również przed 1941; nierzadko nagradzano nią kadry kierownicze NKWD. 55 świadków ze wsi Cno-Jodkowo, Podbłocie i Drozdowo zeznało, że w latach 1937–1941 pracownicy NKWD przywozili do Kuropat ludzi w zamkniętych samochodach, a następnie ich rozstrzeliwali. Istnieją także zeznania współpracowników NKWD, którzy prowadzili na uroczysku egzekucje.
Pierwsze śledztwo zakończyło się w listopadzie 1988. Prokurator generalny BSRR Hienadź Tarnauski określił liczbę zabitych na co najmniej 30 tysięcy osób. Po zakończeniu czynności śledczych Prokuratura Generalna BSRR podjęła decyzję o umorzeniu śledztwa w sprawie kryminalnej: ...wykazano ponad wątpliwość, iż egzekucje skazanych wykonane zostały przez współpracowników komendantury NKWD BSRR. (...) Biorąc pod uwagę, że kierownictwo NKWD BSRR i inne osoby winne tych represji zostały skazane na karę śmierci lub zmarły, na podstawie powyższego, kierując się art. 208 pkt 1 i art. 5 pkt 8 KPK BSRR, sprawa kryminalna, wszczęta w związku z odkryciem grobów w kompleksie leśnym Kuropaty, zostaje umorzona. Znalezione podczas ekshumacji grobów elementy odzieży, obuwia, a także przedmioty nieposiadające wartości, zniszczyć.
Publikacja wyników śledztwa, potwierdzających winę NKWD, wywołała falę oburzenia niektórych środowisk, szczególnie kombatantów II wojny światowej. Napisali oni szereg listów do KC KPZR w Moskwie nt. możliwych fałszerstw w wynikach badań. W celu weryfikacji dwukrotnie przyjeżdżały na Białoruś komisje z Prokuratury Generalnej ZSRR i każdorazowo potwierdzały wyniki śledztwa.
W latach 90. śledztwo w sprawie Kuropat było kilkakrotnie wznawiane. Pojawiły się opinie, że egzekucje prowadzone były przez nazistów podczas II wojny światowej, wszystkie jednak zostały obalone.
Z myślą o potwierdzeniu „niemieckiego śladu” utworzyła się obywatelska komisja ds. zbadania zbrodni w Kuropatach pod kierownictwem Korzuna. Skierowała ona w czerwcu 1991 do prokuratury ZSRR zebrane przez nią materiały, rzekomo świadczące, że na uroczysku leżą szczątki ofiar zbrodni hitlerowskich. Tezy przedstawione we wniosku komisji nie znalazły jednak potwierdzenia. W lutym 1992 na wniosek komisji obywatelskiej śledztwo zostało wznowione po raz kolejny, z tym samym rezultatem.
W 1993 komisja obywatelska po raz kolejny zwróciła się do Sądu Najwyższego Białorusi z wnioskiem o ponowną weryfikację wyników śledztw, w wyniku czego przeprowadzono jeszcze jedno dochodzenie. Sprawdzona została m.in. wersja o mordzie dokonanym na Żydach przez nazistów. W tym celu zwrócono się z zapytaniem do Instytutu Jad Waszem w Jerozolimie, gdzie zgromadzona jest najpełniejsza wiedza na temat represji na Żydach. Mińsk, Drozdy, Masiukowszczyzna, Kuropaty, Cno-Jodkowo i Zielony Ług nie figurowały tam jako miejsca masowego rozstrzeliwania ludności żydowskiej. Nie było także informacji o egzekucjach w archiwach niemieckich. Zdaniem niemieckich ekspertów, sposób pochówku w Kuropatach nie przypomina hitlerowskiego. Naziści zwykle kopali wielkie mogiły o długości do 50–60 m, przy czym ofiarom zabierali odzież, rzeczy osobiste i zrywali złote koronki.
W połowie lat 90. prokurator generalny Białorusi Aleh Bażełka ogłosił wyniki nowego śledztwa: w Kuropatach zginęło nie więcej niż 7 tysięcy osób.
W 1998 podjęto decyzję o rozpoczęciu nowego, czwartego śledztwa, którego celem była weryfikacja wniosków poprzednich komisji. Przydzielono je starszemu pomocnikowi prokuratora wojskowego Białorusi, Wiktorowi Somawowi. Badania zakończyły się w 1999 i potwierdziły, że masowe rozstrzeliwania dokonywane były przez organy NKWD od drugiej połowy lat 30. do początku wojny niemiecko-radzieckiej (1941). Wersja o winie nazistów po raz kolejny nie została potwierdzona. Podczas śledztwa odkryto największą do tej pory kuropacką mogiłę, w której znajdowały się szczątki ponad 300 osób. Po raz pierwszy znaleziono też dowody rzeczowe z konkretnymi datami i nazwiskami, świadczące o tym, że rozstrzeliwania odbyły się przed wybuchem wojny. W mogile N30 znaleziono więzienne pokwitowania odebrania wartościowych przedmiotów na czas aresztu, wydane 10 czerwca 1940 Mouszy Kramerowi i Mordechajowi Szuleskiesowi.
Kandydat nauk historycznych Andrej Miacielski twierdzi, że ostatnie badanie Kuropat w 1997, przeprowadzone przez historyków Akademii Nauk Białorusi, pracowników prokuratury, KDB i przedstawicieli społeczeństwa, spotkało się z blokadą informacyjną ze strony władz. Na podstawie wyników badań komisja jednogłośnie przyjęła wniosek o odpowiedzialności NKWD za mord w Kuropatach, jednak nie mógł on zostać upubliczniony. Macielski twierdzi, że widział list z Prokuratury Generalnej do kancelarii prezydenta Białorusi z propozycją: materiałów śledztwa nie upubliczniać i do wiadomości publicznej nie podawać.

## Ofiary

### Liczba ofiar

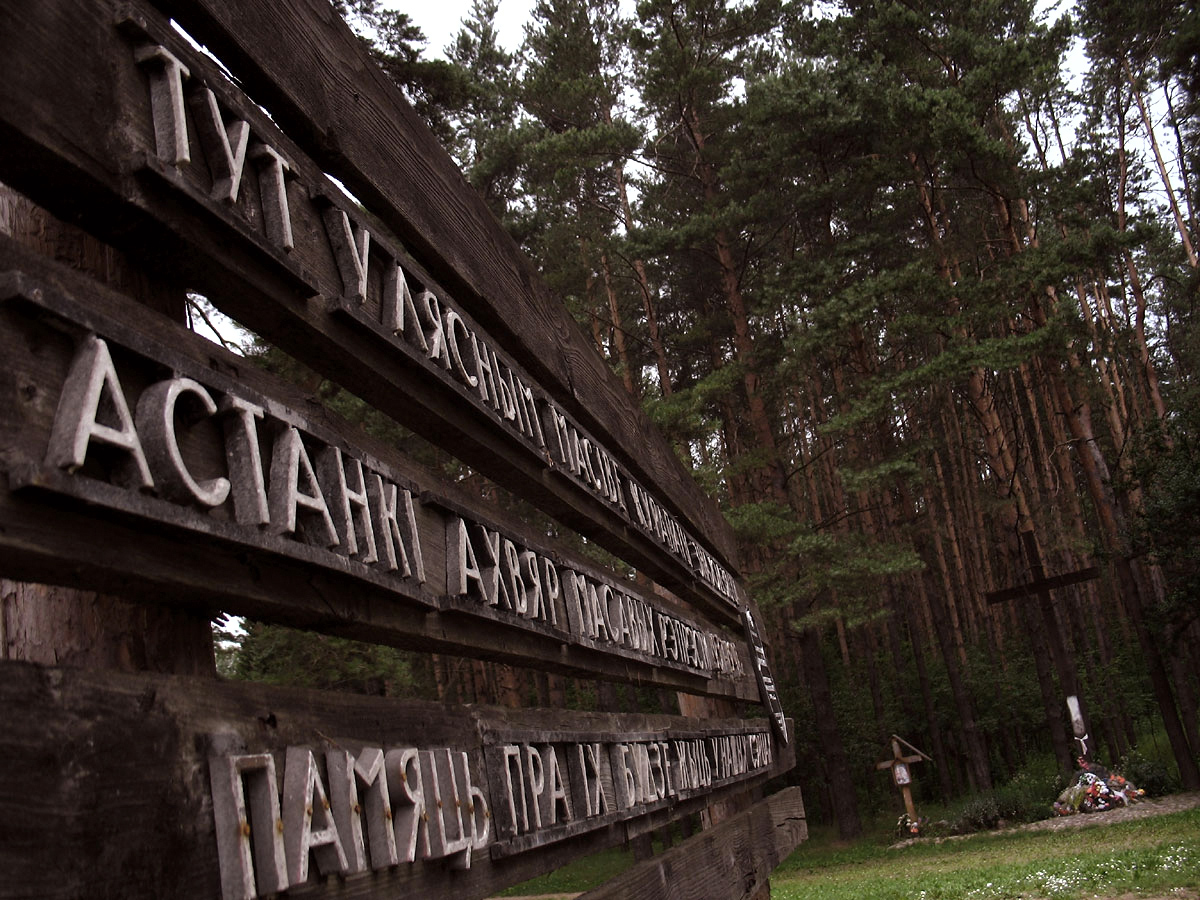
Tablica pamiątkowa ku czci ofiar represji

Liczba ofiar w Kuropatach nie została dokładnie określona; archiwa KDB dotyczące sprawy są utajnione. Istnieją różne wersje i oceny.
W artykule Szumią nad mogiłą sosny... (Шумяць над магілай сосны...), wydrukowanym w gazecie „Litaratura i Mastactwa” 16 września 1988, Zianon Pazniak na podstawie przeprowadzonych wykopalisk i badań formułuje wniosek, że liczba ofiar wynosić może 102 tysiące ludzi. Pazniak zaznacza jednak, że prawdziwa liczba pochowanych w Kuropatach może sięgać 220–250 tysięcy, ponieważ istnieją groby o rozmiarach większych od zbadanych, a także mnóstwo mogił, które uległy zniszczeniu podczas budowy mińskiej obwodnicy na przełomie lat 50. i 60., budowy gazociągu i wycinki lasu w kwietniu i maju 1988, a także prawdopodobnie podczas wycinki i nasadzania lasu w tym miejscu w latach 40.
Wykopaliska przeprowadzone w lipcu 1988, na podstawie których dokonano tej oceny liczby ofiar, były pierwszą znaną ekshumacją w Kuropatach. Jednocześnie badacze w swoim sprawozdaniu zwrócili uwagę, że wcześniej w tym miejscu ktoś już przeprowadzał ekshumację i część grobów została opróżniona, na co wskazuje znaczna rozbieżność w liczbie znalezionych czaszek i par kości udowych. Przy poprzedniej ekshumacji z jam wybrano znaczną objętość szczątków ludzkich, lecz ponownie zasypano niewystarczającą ilością gruntu, w wyniku czego wszystkie 510 odkrytych grobów zapadło się na głębokość od 0,18 do 0,65 m w stosunku do poziomu krawędzi mogiły. Zdaniem Pazniaka część ciał mogła zostać wywieziona z Kuropat na polecenie wyższego kierownictwa ZSRR w latach 40. i 50. w związku z wyjściem na jaw mordu na polskich oficerach w Katyniu.
Pierwsze śledztwo prowadzone przez Prokuraturę Generalną BSRR, zakończone w listopadzie 1988, określiło liczbę zabitych na co najmniej 30 tysięcy osób. Do takiej samej liczby można dojść, analizując wyniki kompleksowej ekspertyzy sądowo-medycznej i kryminalistycznej, która ujawniła, że w 6 zbadanych zbiorowych mogiłach odnaleziono szczątki co najmniej 356 osób. Biorąc pod uwagę to, że liczba mogił wynosi 510, można oszacować liczbę ludzi pochowanych w Kuropatach na co najmniej 30 tysięcy.
Według przewodnika Biełaruś wydanego w 1995 liczba ofiar wynosiła do 100 tysięcy.
Na podstawie nowego dochodzenia Prokuratury Generalnej Białorusi w latach 1997–1998, podczas którego przeprowadzono wykopaliska w 23 domniemanych miejscach pochówku i tylko w 9 z nich odkryto szczątki ludzkie, oceniło, że w Kuropatach pochowanych jest nie więcej niż 7 tysięcy osób.
Profesor Uniwersytetu Wrocławskiego Zdzisław Julian Winnicki stwierdził, że liczba ofiar w Kuropatach wynosi 250 tysięcy ludzi. Brytyjski historyk Norman Davies ocenił, że ofiar może być nawet więcej.

### Pochodzenie ofiar

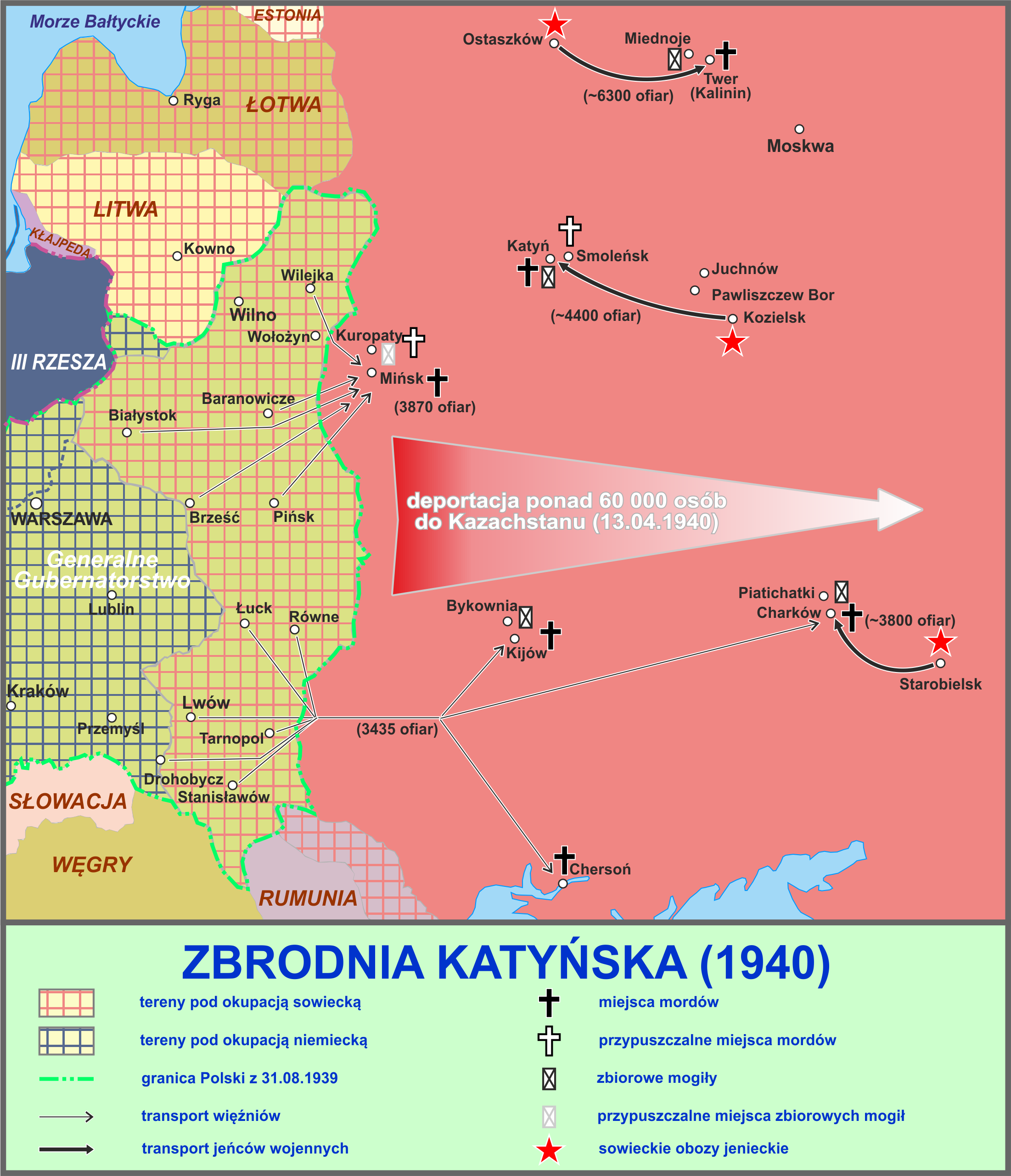

Społeczne i etniczne pochodzenie ofiar można określić na podstawie przeprowadzonych badań tylko do pewnego stopnia.
Wykopaliska przeprowadzone w 1988 sugerują, że wszyscy pochowani należeli do ludności cywilnej z różnych, głównie niższych, warstw społecznych (robotnicy, chłopi, drobni urzędnicy, inteligencja wiejska). Wśród pochowanych odnaleziono także przedstawicieli inteligencji i kobiety.
Ustalono, że pochowani pochodzili z różnych rejonów obecnej Białorusi. Znaczna część pochodziła z terytoriów II Rzeczypospolitej włączonych w 1939 do Białoruskiej SRR. W czasie badań odnaleziono resztki odzieży i obuwia produkcji zarówno polskiej, jak i radzieckiej. Znaleziono także obuwie wyprodukowane w krajach bałtyckich i znaczną ilość obuwia wykonanego samodzielnie.
Potwierdzono, że ofiarami mordu w Kuropatach byli zarówno Białorusini, jak i Polacy. Znaleziono m.in. grzebień męski, na którym znajdowały się napisy w języku polskim: Ciężkie chwile więźnia. Mińsk 25 04.1940. Myśl o was doprowadza mnie do szaleństwa z jednej strony, zaś z drugiej: 26 IV Rozpłakałem się – ciężki dzień, medaliki z wizerunkiem Matki Boskiej Częstochowskiej i Matki Boskiej Ostrobramskiej, buty i kalosze z polskimi znakami firmowymi czy emaliowany kubek z napisem na denku Warszawa.
Kuropaty często wymienia się obok Bykowni oraz trzech znanych miejsc spoczynku ofiar zbrodni katyńskiej: Katynia, Miednoje i Charkowa. Według tzw. listy białoruskiej może tutaj spoczywać 3872 Polaków wymordowanych tylko podczas dwóch miesięcy (kwietnia i maja) 1940 roku. Poza tym spoczywają tutaj prawdopodobnie także ofiary tzw. operacji polskiej NKWD oraz pomordowani po 1940 roku.

## Stosunek władz
18 stycznia 1989 na podstawie wyników prac komisji rządowej ds. przypadków masowego rozstrzeliwania ludzi na uroczysku pod Mińskiem Rada Ministrów Białoruskiej SRR przyjęła postanowienie nr 42, które przewidywało przeprowadzenie otwartego konkursu na pomnik ofiar masowych represji w Kuropatach, a także jego budowę. Wydawnictwu Biełaruskaja sawieckaja encyklapedyja zarekomendowano przygotowanie specjalnego wydania poświęconego ofiarom stalinizmu, zaś Prezydium Akademii Nauk Białoruskiej SRR zorganizowanie wielostronnego zbadania przyczyn i skutków masowych represji. Według słów Ihara Kuzniacoua, członka Międzynarodowego Historyczno-Oświatowego, Dobroczynnego i Prawoobrończego Towarzystwa „Memoriał”, cieszącego się największym autorytetem na Białorusi badacza sowieckiego totalitaryzmu, żadne z postanowień Rady Ministrów od 1989 do 2010 nie zostało wykonane.
30 listopada 1993 Kuropaty zostały umieszczone na liście Państwowego Spisu Historyczno-Kulturowych Zabytków Republiki Białorusi pod nazwą „Miejsce stracenia ofiar represji politycznych lat 30. i 40. XX wieku na uroczysku Kuropaty” (Месца зьнішчэньня ахвяраў палітычных рэпрэсіяў 30–40-х гадоў XX стагодьдзя ва ўрочышчы Курапаты) jako pomnik historii rangi międzynarodowej.
W 2005 organizacja społeczna „Dyjaryusz”, Białoruskie Stowarzyszenie Ofiar Represji Politycznych (Беларуская асацыяцыя ахвяраў палітычных рэпрэсіяў), międzynarodowa organizacja „Biełaruskaja perspektywa” i Międzynarodowe Historyczno-Oświatowe, Dobroczynne i Prawoobrończe Stowarzyszenie „Memoriał” ogłosiły otwarty konkurs społeczny na treść tekstu na pomniku ofiar represji politycznych XX w. na Białorusi. W ogłoszeniu o konkursie organizatorzy podkreślili, że państwo przejawia całkowitą obojętność wobec sytuacji w Kuropatach.
Pod koniec 2005 archeolog Mikoła Krywalcewicz mówił: Kuropaty są poza uwagą oficjalnych organów. Już nikt nigdy z oficjalnych osobistości nie składa tu kwiatów, nawet w dni pamięci, jak było dawniej.
W 2008 na mińskiej obwodnicy przy zjeździe na Kuropaty ustawiono drogowskaz: „Miejsce stracenia ofiar represji politycznych na uroczysku Kuropaty lat 1930–1940” (Месца гібелі ахвяраў палітычных рэпрэсіяў ва ўрочышчы Курапаты 1930–1940 гадоў).
W 2009 memoriałowa sekcja Białoruskiego Ochotniczego Towarzystwa Ochrony Pomników Historii i Kultury zwróciła się do Rady Ministrów Białorusi z przypomnieniem o konieczności wykonania postanowienia Rady Ministrów BSRR. W odpowiedzi dyrektor Instytutu Historii Akademii Nauk Białorusi, doktor nauk historycznych, profesor Alaksandr Kawalenia napisał, że zachowanie pamięci o ofiarach stalinizmu i tragedii białoruskiego narodu jest sprawą ogólnonarodową, która wymaga szerokiej dyskusji i podjęcia decyzji na poziomie prawodawczym.
W 2009 wiceprzewodniczący mińskiego Miejskiego Komitetu Wykonawczego Michaił Ciciankou powiadomił, że władze miasta uważają za możliwe rozważenie kwestii stworzenia pomnika ofiar politycznych represji i uporządkowania uroczyska Kuropaty, jednak dopiero po zakończeniu budowy pomnika „Trościeniec” i uporządkowaniu bratnich mogił wojskowych w Mińsku z okresu I wojny światowej.
Jesienią 2009 w organie prasowym prezydenta Białorusi Sowietskaja Biełorussija wydrukowano artykuł zatytułowany „Kuropaty: pokój pod sosnami”, w którym uroczysko zostało nazwane cmentarzem o ogólnonarodowym znaczeniu. Pół roku później zorganizowano okrągły stół z dyskusją na temat Kuropat. Historyk Ihar Kuzniacou stwierdził, że to ważny dla społeczeństwa i dawno oczekiwany krok. W opinii archeologa Mikoły Krywalcewicza problem uznania-nieuznania Kuropat przez państwo jest wysoce polityczny, ale sam fakt uznania jest warty uwagi.
W podręcznikach szkolnych wydanych na Białorusi po roku 2000 temat Kuropat jest całkowicie przemilczany.

## Reakcje społeczne

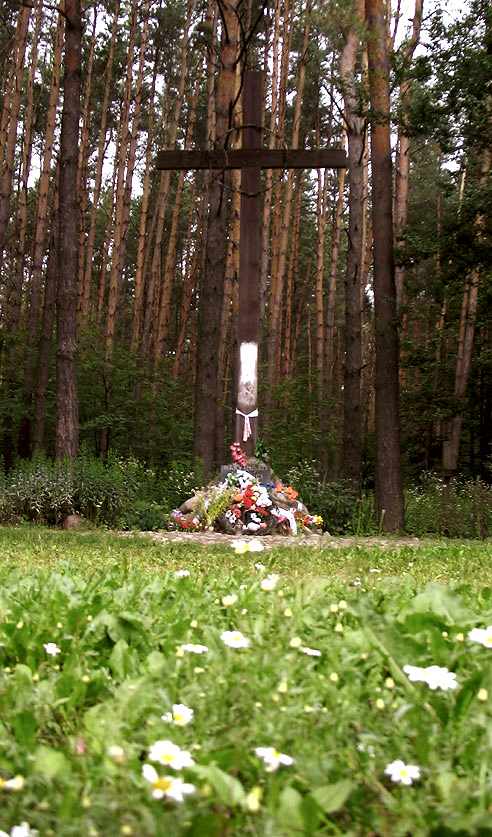
Krzyż pokuty

W 1988 w Kuropatach odbyła się masowa demonstracja antysowiecka i pierwszy marsz na miejsce pochówku pod hasłami żądającymi osądzenia zbrodni stalinizmu. Marsz został rozpędzony przez wojska wewnętrzne z użyciem gazu łzawiącego, co wywołało oburzenie w społeczeństwie i zwiększyło zainteresowanie sprawą Kuropat.
Od tego czasu co roku organizowane są marsze na Kuropaty dla uczczenia pamięci ofiar stalinowskich represji.
Na Święto Dziadów w 1989 w Kuropatach ustawiono siedmiometrowy „Krzyż Pokuty”. Uroczysko stało się symbolem walki o niepodległość Białorusi i przeciwko ideologii komunistycznej. Upolitycznienie problemu stało się jedną z przyczyn utrudniających obiektywne dochodzenie i ocenę dowodów w tej sprawie.
W 1994 uroczysko Kuropaty odwiedził prezydent Stanów Zjednoczonych Bill Clinton. Przekazał wówczas w darze „od narodu amerykańskiego narodowi Białorusi na pamiątkę” granitową ławkę, którą później zaczęto nazywać potocznie „ławką Clintona”. Pomnik wielokrotnie był niszczony przez nieznanych sprawców i każdorazowo odnawiany. Kuropaty odwiedził także prezydent Polski Lech Wałęsa.

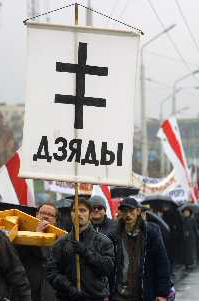
Marsz na uroczysko Kuropaty. Uczestnicy niosą drewnianą kapliczkę, 2002.

W latach 1999–2000 teren Kuropat popadł w zaniedbanie: las zmienił się w miejsce odpoczynku mieszkańców okolicznych osiedli mińskich, mogiły porosły krzewami. Dla uniknięcia niebezpieczeństwa, jakie zawisło nad Kuropatami, Zianon Pazniak wezwał do stworzenia Memoriału Narodowego i przedstawił pomysł Marszu Krzyżowego na Święto Dziadów. Koncepcję pomnika – jego konstrukcję, a także liczbę i rozmieszczenie krzyży – ustalano w lutym i marcu 2000. W tym samym roku odbył się pierwszy Marsz Krzyżowy, na który przygotowano 20 wielkich krzyży i wiele mniejszych. Był to początek nadawania Kuropatom statusu pomnika, ale jeszcze przez pewien czas krzyży tam nie ustawiano. W 2001 odbył się kolejny Marsz Krzyżowy, połączony z ustawieniem znacznej liczby krzyży na uroczysku i pracami porządkowymi wokół mogił. Idea Marszów Krzyżowych stała się popularna i od tego czasu zaczęto organizować je corocznie. Ogółem do 2008 w Kuropatach ustawiono ponad pół tysiąca krzyży.
Na Dziady w 2002 artysta Alaksiej Maraczkin przygotował obraz zatytułowany „Matka Boska Kuropacka Wszystkich Niewinnie Rozstrzelanych”, który został poświęcony w Kuropatach 2 listopada 2002. Oryginał obrazu został podarowany kościołowi św. Szymona i św. Heleny w Mińsku, zaś w Święto Dziadów rok później w Kuropatach ustawiono kapliczkę z reprodukcją obrazu. Kapliczka została wykonana według szkicu Alakseja Maraczkina, autora obrazu.
29 października 2004 w Kuropatach odbyło się uroczyste odsłonięcie znaku pamiątkowego od białoruskich Żydów ku czci ofiar stalinizmu. Wykonano go z kamienia pochodzącego z dawnego pomnika Stalina w Mińsku.
Pod koniec 2008 działacze społeczni skierowali do Kancelarii Prezydenta i do Rady Ministrów Białorusi list z propozycją umieszczenia uroczyska na liście światowego dziedzictwa UNESCO. List podpisali: przewodniczący Białoruskiego Ochotniczego Towarzystwa Ochrony Pomników Historii i Kultury, Anton Astapowicz, przewodnicząca Białoruskiego Związku Ofiar Represji Politycznych, Zinaida Tarasiewicz i kierownik naukowy Zabytku Historyczno-Kulturowego „Kuropaty”, Maja Klasztornaja. W odpowiedzi Ministerstwo Kultury Białorusi odmówiło złożenia wniosku o wpisanie Kuropat na listę na podstawie Konwencji UNESCO w 2005. Anton Astapowicz stwierdził, że Konwencja dopuszcza na listę obiekty, które wywarły silny wpływ na bieg historii, a takim są według niego Kuropaty.
13 kwietnia 2010 roku w Kuropatach podczas wspólnej modlitwy uczczono pamięć ofiar represji stalinowskich oraz ofiar katastrofy polskiego Tu-154 w Smoleńsku.

## Przebudowa obwodnicy Mińska
Sytuacja wokół Kuropatów zaostrzyła się na początku nowego stulecia, kiedy władze podjęły decyzję o poszerzeniu obwodnicy Mińska z dwóch pasów ruchu do sześciu. Odrzuciły przy tym opracowany w 1993 projekt drogi zakładający ominięcie uroczyska. Zimą z 2001 na 2002 przedstawiciele organizacji demokratycznych organizowali w Kuropatach mityngi i dyżury, blokując roboty drogowe i zarzucając władzom zamiar poprowadzenia drogi bezpośrednio przez mogiły. Żądali także niedopuszczenia do uszkodzenia memoriału przez maszyny budowlane. Istniały świadectwa, że stara mińska obwodnica została już zbudowana na miejscu grobów. Z drugiej strony protestujący oskarżani byli o wykorzystywanie tematu Kuropatów do własnych korzyści politycznych, ponieważ na podstawie badań archeologicznych w latach 1987, 1992 i 1998, a także wniosków Instytutu Historii Białoruskiej Akademii Nauk wynikało, że groby znajdują się z boku od planowanego przebiegu drogi, w odległości 75–80 m od granicy placu budowy. Z tego powodu co jakiś czas dochodziło do potyczek pomiędzy protestującymi a białoruskimi służbami specjalnymi.
W sumie obrona Kuropatów trwała od września 2001 do lipca 2002. Na uroczysku ustawiano kolejne krzyże. Po pewnym czasie rozpoczęły się rozmowy i konsultacje. Problem Kuropatów przyciągnął zainteresowanie wspólnoty międzynarodowej i zaczął być szerzej omawiany w druku. W rezultacie mińska obwodnica została poszerzona w stronę Kuropatów na kilkadziesiąt metrów, ale przebiegła inaczej niż planowano na początku.

## Osiedle „Słoneczne”
Pod koniec 2002 Miński Rejonowy Komitet Wykonawczy oddał przyległe do Kuropatów pole pod budowę osiedla domków jednorodzinnych o nazwie „Słoneczne” („Сонечны”), w bezpośrednim sąsiedztwie masowych mogił. Firma budowlana zajmująca się robotami ziemnymi nie zamówiła projektu stref ochronnych wokół Kuropatów і samowolnie wyznaczyła granice strefy ochronnej w odległości 80 m od krawędzi lasu, po czym określiła granice placu budowy i przywiozła materiały. Budowa wywołała w społeczeństwie kolejną falę oburzenia, przedstawiciele Instytutu Projektowego samodzielnie opracowali projekt stref ochronnych, który po uwzględnieniu żądań społeczeństwa ostatecznie zatwierdziła Rada Naukowo-Metodyczna przy Komitecie Ochrony Dziedzictwa Historycznego i Zabytków Kultury w maju 2003. W kwietniu 2003 przewodniczący Mińskiego Obwodowego Komitetu Wykonawczego Mikałaj Damaszkiewicz polecił Mińskiemu Rejonowemu Komitetowi Wykonawczemu rozwiązać umowę na dzierżawę ziemi pod budownictwo na terenie przyległym do Kuropatów. W czerwcu 2003 umowa została rozwiązana, budowa przerwana, plac budowy zlikwidowany, a materiały wywiezione. Wszelkie działania na terenach wokół Kuropatów zostały zamrożone do czasu wyznaczenia i zatwierdzenia przez Radę Ministrów Białorusi strefy ochronnej memoriału.
Według projektu stref ochronnych, opracowanych w 2002, szerokość strefy ochronnej wynosiła od 200 do 500 m wokół Kuropatów. W 2004 Ministerstwo Kultury Białorusi przyjęło postanowienie „O strefie ochrony materialnego nieruchomego zabytku historyczno-kulturowego – miejsca stracenia ofiar represji politycznych lat 1930–1940 na uroczysku Kuropaty” („Аб зонах аховы матэрыяльнай нерухомай гісторыка культурнай каштоўнасьці – Месца згубы ахвяраў палітычных рэпрэсіяў 1930–40 гадоў ва ўрочышчы Курапаты”), które zmniejszyło szerokość strefy ochronnej do 110–250 m. Zmianę tłumaczono brakiem dokumentu normatywnego w sprawie memorializacji Kuropatów.

## Wandalizmy

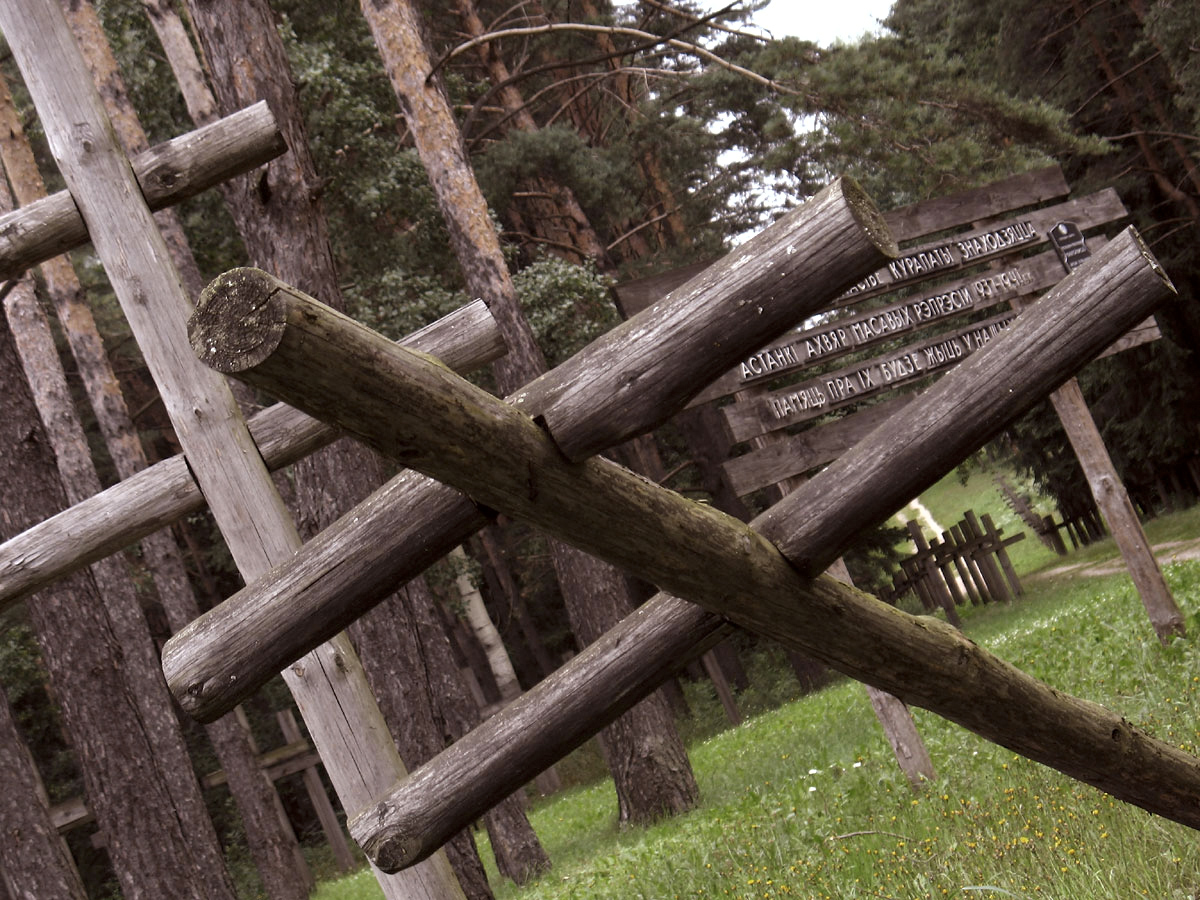
Nachylony krzyż w Kuropatach

Nadanie Kuropatom statusu zabytku historyczno-kulturowego pierwszej kategorii w 1993 wymuszone było koniecznością ochrony mogił od szabrowników. Już w listopadzie 1994 minister spraw wewnętrznych Juryj Zacharanka, po otrzymaniu kolejnego powiadomienia o rabunku grobów, wydał polecenie podjęcia koniecznych kroków zgodnie z wymaganiami białoruskiego prawa. Mimo to wiosną 1995 szabrownicy rozkopali ponad 10 grobów, a szczątki ludzkie zostały rozrzucone naokoło. Jesienią 1998 z mogiły zostały wyciągnięte kości pochowane po ekshumacji przeprowadzonej przez przedstawicieli komisji śledczej. W kwietniu 1999 szabrownicy rozkopali 6 grobów, w październiku – kolejne cztery. Niektóre z nich zostały rozkopane na głębokość 1,8 m na powierzchni 4–5 m². Obok mogił leżały resztki i fragmenty rzeczy osobistych ofiar. Jak zaznaczył archeolog Mikoła Krywalcewicz, charakter rabunku świadczył o dobrze zorganizowanej i przygotowanej akcji.
Uszkodzenia znaków pamiątkowych i krzyży w Kuropatach dokonane przez nieznanych sprawców miały miejsca dziesiątki razy, przy czym w znacznym stopniu od drugiej połowy lat 90. Do tego czasu przypadki wandalizmu miały charakter jednostkowy. W sprawie niszczenia krzyży pamiątkowych trzykrotnie były wszczynane sprawy karne, jednak nikt nie został ukarany.
Pod koniec lat 90. została złamana metalowa tablica z napisem „Pokutnikom Białorusi” na Krzyżu Pokuty. W maju 2003 złamano 10 krzyży. W 2004 z kamienia węgielnego skradziono tablicę pamiątkową z treścią decyzji Rady Ministrów BSRR o konieczności budowy pomnika w Kuropatach. Nowa tablica, zamontowana jesienią 2005, zniknęła po tygodniu. Kolejny raz tablicę zamontowano w 2007 z inicjatywy społecznej.
W grudniu 2005 nieznani sprawcy dwukrotnie namalowali swastyki i satanistyczne napisy na krzyżach, na pomniku zabitych na uroczysku Żydów i na obrazie Matki Boskiej Kuropackiej.
W 2007 przewrócono krzyż „Pokutnikom Białorusi”. W kwietniu 2007 złamano sześć krzyży, a kilka kolejnych uszkodzono. W październiku tego samego roku połamany na kawałki został „Krzyż Pokuty”. Do Święta Dziadów 2007 odnowiono go. W marcu 2008 nieznani sprawcy złamali 36 krzyży. Wiosną 2009 rozkopane zostały dwie mogiły; z ziemi na powierzchnię wyrzucono ludzkie kości i stare przedmioty. W kwietniu tego roku złamano kolejnych sześć krzyży, a w grudniu – kilka następnych, w tym krzyż-kapliczkę z kopią obrazu Matki Boskiej Kuropackiej.
Według stanu na 2009 rok, „ławka Clintona” (znak pamiątkowy „Od narodu USA narodowi Białorusi na pamiątkę”, ustawiony w 1994) ucierpiała od aktów wandalizmu dwanaście razy. W sprawie tej interweniowała ambasada USA na Białorusi.
Mimo znacznej częstości i regularności aktów wandalizmu na uroczysku Kuropaty, organy ścigania zwykle nie podejmują poszukiwania sprawców. Tylko raz, w listopadzie 2008, aktywistom KChP BFL udało się schwytać dwóch niepełnoletnich wandali i przekazać milicji. Zostało wszczęte postępowanie karne, ale sprawcy nie zostali ukarani: kwalifikacja prawna czynu „zbezczeszczenie zabytków historyczno-kulturowych” została zmieniona na „złośliwe chuligaństwo”, w wyniku czego oskarżeni zostali ułaskawieni. Był to pierwszy przypadek, kiedy śledztwo przedstawiło oskarżenie konkretnym osobom w sprawie popełnienia aktów wandalizmu w Kuropatach.
Z myślą o odnawianiu i porządkowaniu memoriału, organizacje społeczne tradycyjnie organizują akcje wspólnej pracy, w czasie których ludzie systematycznie naprawiają dokonywane przez wandali zniszczenia.
W maju 2024 nieznani sprawcy powalili krzyże z napisami „chłopi białoruscy”, „inteligencja białoruska” oraz krzyże z nazwiskami poszczególnych ofiar. Z memoriału zniknęła także ikona Matki Bożej Kuropackiej, namalowana przez białoruskiego artystę Aleksieja Maroczkina.